# Holopogon nigripilosa
Holopogon nigripilosa là một loài ruồi trong họ Asilidae. Holopogon nigripilosa được Adisoemarto miêu tả năm 1967. Loài này phân bố ở vùng Tân Bắc giới.